# 柴田裕 (実業家)
柴田 裕（しばた ゆたか、1964年1月12日 - ）は、日本の経営者。キーコーヒー社長を務めた。

## 来歴・人物
神奈川県横浜市出身。1987年に慶應義塾大学経済学部を卒業し、同年に木村コーヒー店（のちのキーコーヒー）に入社。1996年には慶應義塾大学大学院経営管理研究科を修了。1997年6月に取締役に就任し、2000年10月に常務、2001年6月に専務を経て、2002年7月に社長に就任。

## テレビ番組
- 日経スペシャル カンブリア宮殿 コーヒー文化の鍵を握る 100年企業の次なる挑戦（2021年5月27日、テレビ東京）- キーコーヒー社長 柴田裕出演[3]。